# (6952) Niccolò
6952 Niccolo (1986 JT) – planetoida z pasa głównego asteroid okrążająca Słońce w ciągu 4,94 lat w średniej odległości 2,9 j.a. Odkryta 4 maja 1986 roku.